# دوق بارسيلوس
دوق بارسيلوس (البرتغالية:Duque de Barcelos)؛ هو لقب نبيل منحه الملك سيباستياو في 5 أغسطس 1562 إلى وريث دوق براغانزا؛ وعند وصول دوقات براغانزا إلى العرش في 1640، أصبح اللقب ومع ألقاب أخرى جزءاً من ممتلكات ولي العهد جنباً إلى جنب مع لقب أمير بيرا.

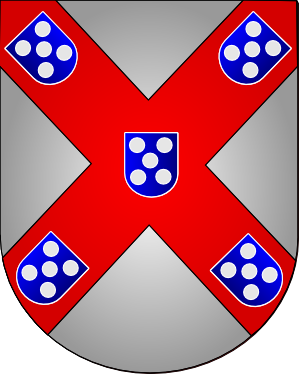
شعار دوقات براغانزا.

أصل هذا اللقب (كونت بارسيلوس) يعود إلى أسرة براغانزا؛ منذ أن أصبح أفونسو كونت بارسيلوس الثامن، لاحقاً أول دوق براغانزا.
أول دوق بارسيلوس هو جواو الابن البكر لـ تيودوسيو الأول دوق براغانزا الثامن، والذي أصبح في وقت لاحق جواو الأول دوق براغانزا السادس.

## قائمة الدوقات
- جواو الأول، دوق براغانزا السادس (1543-1583)؛ أول دوق لـ بارسيلوس منذ ولادته حتى وفاة والده في 1563.
- تيودوسيو الثاني، دوق براغانزا السابع (1568-1630)؛ دوق بارسيلوس الثاني حتى 1583.
- جواو الثاني، دوق براغانزا الثامن (1604-1656)؛ دوق بارسيلوس حتى 1630؛ ثم أصبح ملك البرتغال في 1640.

بعد صعود براغانزا إلى العرش، كان لقب دوق بارسيلوس واحد من ألقاب التي استخدمها الوريث بجانب الألقاب مثل أمير بيرا.
واستمر القائمة انظر:دوق براغانزا.